# Caenorhabditis elegans
Caenorhabditis elegans is een vrijlevende (dat wil zeggen niet-parasitaire) rondworm uit de familie Rhabditidae en de orde Rhabditida en de klasse Chromadorea. Dit rondwormpje wordt ongeveer 1 mm lang en leeft in de bodem. Het is een modelorganisme dat gebruikt wordt in de moleculaire biologie en ontwikkelingsbiologie. Het was het eerste dier waarvan het genoom (DNA) volledig in kaart gebracht werd en bestaat uit zes chromosomen met ongeveer 100 Mb en 20.000 genen.

## Biologie

Beweging van wildtype C. elegans

C. elegans is een rondworm van ongeveer 1 mm lang en 80 µm doorsnede. Hun genoom van 97 miljoen basen zou bestaan uit zo'n 19.000 proteïnecoderende genen. Ze komt voor op aardebodems en leeft op bacteriën en gist.
Er zijn twee geslachten, namelijk een tweeslachtig en een mannelijk geslacht. Die laatste komt voor in 0,05% van de gevallen en onderscheidt zich van de tweeslachtige vorm doordat het maar 1 geslachtschromosoom heeft in plaats van 2. Voor beide geslachten geldt dat er 5 paar homologe chromosomen zijn. Iedere C. elegans bereikt een vast aantal cellen (eutelie). De hermafrodieten tellen 959 lichaamscellen, mannetjes 1031. Mannetjes zijn niettemin gemiddeld kleiner.
Bij ongeslachtelijke voortplanting legt C. elegans zo'n 300 eitjes, bij geslachtelijke kan dat gaan tot ca. 1.000.
Hoewel het mannetje in feite overbodig is voor de voortplanting, zou het bestaan ervan nuttig zijn om de populatie genetisch divers te houden. De hermafrodieten geven bij de voortplanting de voorkeur aan de mannetjes in plaats van aan zelfbevruchting te doen. Paren met mannetjes resulteert in meer nageslacht.

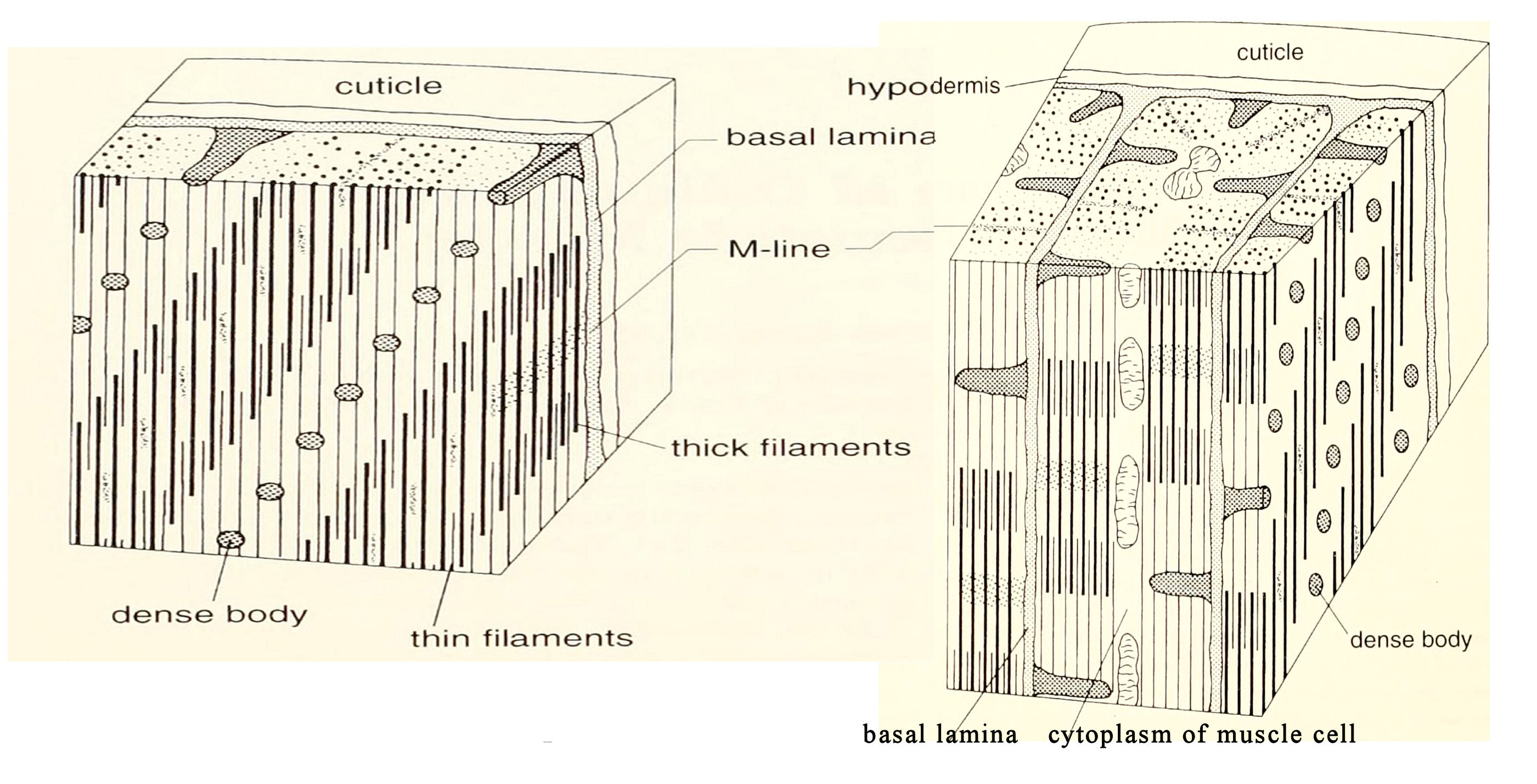
Spierlaag bij Mermis nigrescens (coelomyariaan) (rechts) en Caenorhabditis elegans (platymyariaan) (links). De M-line is het middelste deel van een myofibril

Onder de 'huid' ligt een laag van in de lengte liggende spieren. De spiercellen bestaan uit drie delen:
- Een niet-samentrekbaar deel met de celkernen, de mitochondria en het golgi-apparaat.
- Een samentrekbaar deel dat bestaat uit actine- en myosinevezels.
- Een niet-samentrekbaar deel van de spiercellen dat verbindingen kan maken met andere spiercellen of zenuwen.

Caenorhabditis elegans heeft platymyariane spiercellen. Dit zijn spiercellen waarbij de spiervezels allemaal aan de hypodermis grenzen en er loodrecht op staan.

### Levensloop
Wormen die uit hun eitjes zijn gekomen leven ca. 16 uur als embryo. Daarna gaan ze in een eerste larvenstadium (L1) voor ca. 12 uur. Onder omstandigheden met voldoende voedsel gaat de larve dan voor ca. 7 uur over in een tweede larvestadium (L2), dan ca. 8 uur in een derde (L3) en ten slotte ca. 10 uur in een vierde (L4). In totaal duurt het bij 25 °C 2,5 dagen voor ze geslachtsrijp zijn.
Onder omstandigheden van ontbering of overbevolking kan na ca. 13 uur in L2-fase echter ook overgegaan worden in een zogenaamde dauerstadium. In deze lethargische fase kan de larve zo'n 4 maanden overleven om daarna in L4-fase te gaan. In deze fase kan C. elegans ingevroren worden. Het organisme veroudert niet en is bestand tegen stressfactoren.
Als ze niet in een dauerstadium terechtkomen, overleeft het organisme zo'n 3 weken bij 25 °C.

## Binnen het onderzoek
C. elegans is een veel gebruikt modelorganisme. Dit komt vooral door de geringe grootte, de snelle en veelvuldige voortplanting en de eenvoud om het organisme te muteren en te bewaren. Bovendien is het organisme transparant, wat het mogelijk maakt de mutaties te observeren in vivo. Ook kunnen daardoor met behulp van laser cellen uitgeschakeld worden. RNA-interferentie (RNAi) is ook een veel gebruikte methode in C. elegans. Dit komt doordat de worm vlot dsRNA opneemt, bijvoorbeeld na injectie of door de opname van dsRNA gemaakt door opgegeten bacteriën. In 2006 wonnen Andrew Fire en Craig Mello de Nobelprijs voor de Fysiologie of Geneeskunde voor hun onderzoek op RNAi bij C. elegans.
Aangezien het genoom van C. elegans intussen ontrafeld is, maakt dit het ook een nuttig modelorganisme. Bovendien zijn ook alle cellen en hun functies bekend. Hierbij zijn onder andere 302 neuronen in hermafrodieten. Hierdoor is C. elegans ook geschikt als model voor de basale werking van de hersenen en zenuwen.
Het nut van het onderzoek op C. elegans is zowel wetenschappelijk als commercieel van aard. Enerzijds is dit een heel eenvoudig dier waarbij essentiële genen en eiwitten doorheen het hele dierenrijk kunnen worden bestudeerd. Anderzijds kan het onderzoek veel ophelderen over het leven van rondwormen in het algemeen, wat in het bijzonder interessant is om te gebruiken in de strijd tegen parasiterende rondwormen.